# 다차 마라이니

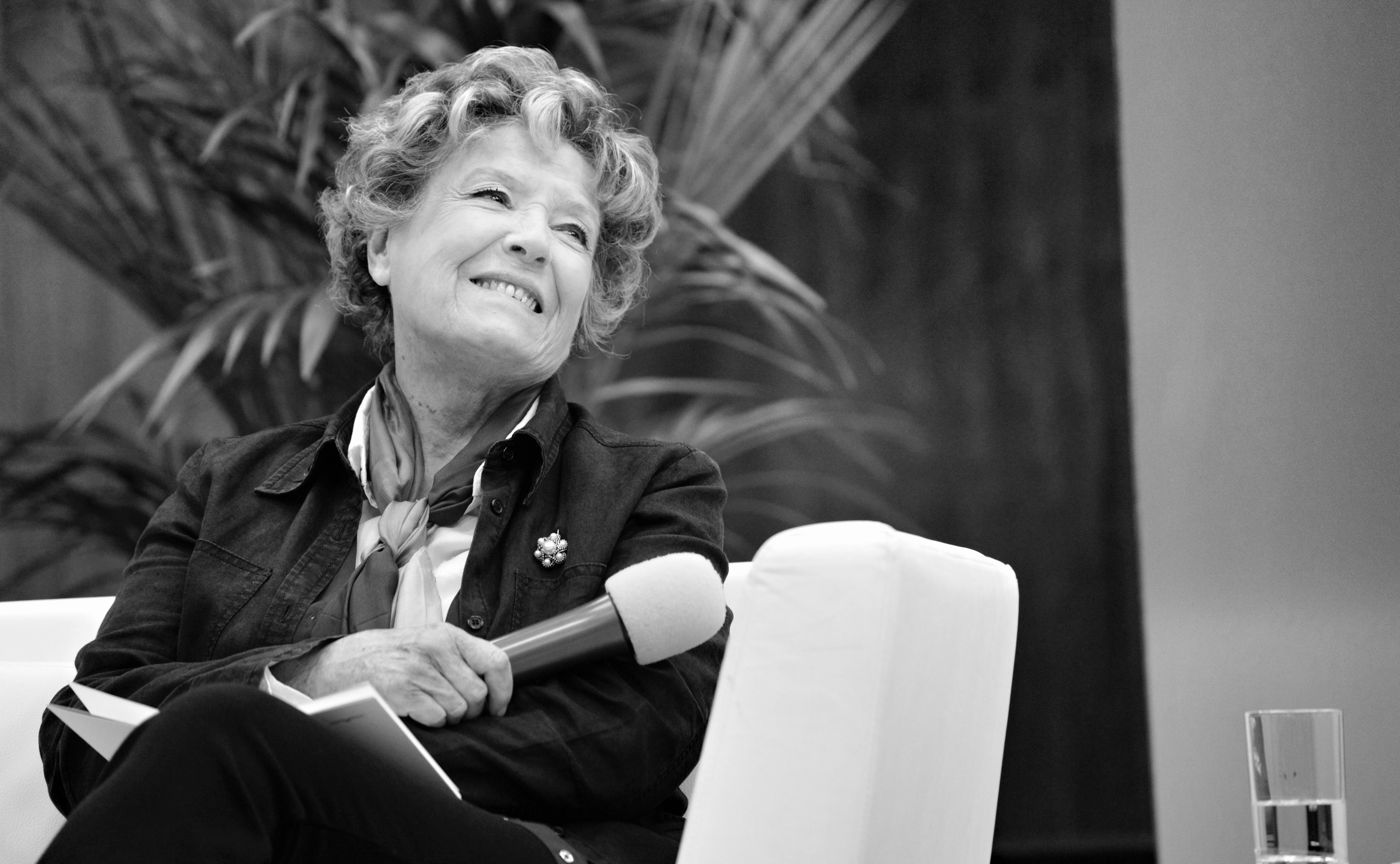

다차 마라이니(Dacia Maraini, 1936년 ~ )는 이탈리아의 작가이다. 작가이자 인류학자인 포스코 마라이니(Fosco Maraini)와 화가인 시칠리아나 토파치아 알리아타(Siciliana Topazia Alliata)의 딸로, 이탈리아 도시 피에솔레에서 태어났다. 이탈리아의 가장 잘 알려진 페미니즘 작가 중 한 명이다. 유년기는 일본에서 보냈으며 청소년기는 시칠리아, 그 후에 로마로 도피하였다. 로마에서는 소설 《휴가》La vacanza로 첫 성공을 거두기도 하였다.
알베르토 모라비아Alberto Moravia와 오랜 파트너 관계이며 그와는 1962년에서 1983까지 살았다.